# 507

507(오백칠)은 506보다 크고 508보다 작은 자연수다.

## 수학
- 합성수로, 그 약수는 1, 3, 13, 39, 169, 507이다. 진약수의 합은 225이므로, 507은 부족수다.
- {\displaystyle 22^{3}-1}은 507로 나누어떨어진다.

## 과학
- NGC 507(영어판): 물고기자리 방향에 있는 렌즈형은하.
- 507 라오디카(영어판): 소행성.

## 교통
- 고속도로 및 국도
  - 오토루트 507호선(프랑스어판): 마르세유 내부를 관통하는 프랑스의 고속도로.
  - 일본 507번 국도: 오키나와현 이토만시에서 나하시까지 이어지는 일본의 국도.
    - 일본의 국도 번호는 507번까지 존재한다. (단, 48개의 번호는 현재 비어 있다.[a])
- 기타 도로
  - 507번 지방도: 충청북도 청주시 흥덕구 강내면에서 청원구 오창읍 창리까지 이어지는 대한민국의 지방도.
  - 현도 제507호선

## 군사
- U-507(영어판, 독일어판): 제2차 세계 대전에 사용된 나치 독일의 군용 잠수함.

## 문화유산
- 대한민국의 보물 제507호: 강진 무위사 선각대사탑비
- 대한민국의 사적 제507호: 순천 선암사

## 방송
- KT HCN의 JTBC 골프 채널 번호.

## 기타
- 날짜: 5월 7일
- 연도: 507년, 기원전 507년